# Politikåret 1802

## Händelser
- 27 mars – Spanien överlämnar Trinidad och Tobago till Storbritannien.[1]

### Fotnoter
1. ↑  ”Trinidad and Tobago” (på engelska). World Statesmen. http://www.worldstatesmen.org/Trinidad.html. Läst 30 juli 2015.